# Onthophagus obliviosus
Onthophagus obliviosus là một loài bọ cánh cứng trong họ Bọ hung (Scarabaeidae).